# Nikolaj Nikolajevič Ipaťjev
Nikolaj Nikolajevič Ipaťjev (rusky Никола́й Никола́евич Ипа́тьев; 18. února 1869, Moskevská gubernie – 20. dubna 1938, Praha) byl ruský důstojník, inženýr a veřejný činitel. Jmenoval se po něm Ipaťjevův dům, ve kterém byl roku 1918 vězněn a s celou rodinou zavražděn svržený car Mikuláš II.

## Život v Rusku
Nikolaj Nikolajevič se narodil v Moskvě v rodině architekta Nikolaje Alexejeviče Ipaťjeva a jeho ženy Anny Dmitrijevny. Měl ještě sestru Věru a staršího bratra Vladimira, který byl známým chemikem. 
Nikolaj se stal inženýrem železničního vojska a pracoval na stavbě Transsibiřské magistrály. 
V roce 1906 se usadil v Jekatěrinburgu, kde si koupil malý palác postavený původně pro státního radu Redikorceva. Na konci roku 1917 byl odsud z rozhodnutí místního sovětu vystěhován a v „Ipaťjevově“ domě usídlili vězněnou rodinu Mikuláše II. Romanova. Celá rodina zde byla v noci na 17. července 1918 postřílena. O pět dní později dostal Ipaťjev klíče od domu zpátky, ale už se do něj nevrátil.
Po uchopení moci bílými se stal členem městské dumy, kde mj. předsedal zdravotně-epidemické komisi, pokračoval ve veřejné činnosti, pracoval ve stavebnictví a přednášel na univerzitě.

## Emigrace
Po konečném vítězství bolševiků Ipaťjev emigroval do Československa. Žil v Praze, kde přednášel a nakonec i zemřel. Je pohřben na Olšanských hřbitovech, v pravoslavné části u chrámu Zesnutí přesvaté Bohorodice.